# Adaptogen
Adaptogener är i alternativmedicinen en kategori av biologiskt aktiva ämnen (av naturligt ursprung) som anses bidra till att öka organismens förmåga att:
1. anpassa sig till negativa faktorer i omgivningen och
2. undvika skador från sådana faktorer.

Faktorer i omgivningen kan vara både fysiologiska (externa), såsom köld, hetta skador och åldrande; psykologiska (interna), såsom oro och depression eller kemiska, miljögifter.

## Adaptogener - egen kategori
Adaptogener utgör en egen kategori inom alternativmedicinen, i likhet med kategorierna kolhydrater, proteiner och aminosyror, vitaminer, mineraler och spårämnen samt antioxidanter. Det är i huvudsak tre grupper av substanser av naturligt ursprung som visat sig ha adaptogen verkan: lignaner, fenylpropanderivat och i viss mån terpenoider.

### Evidens
European Medical Agency anser att det krävs ytterligare klinisk och pre-klinisk forskning för att acceptera adaptogener som en vedertagen term . 
Adaptogener påstås motverka och behandla en stor mängd patologiska tillstånd, dock finns inga vetenskapliga belägg för att adaptogener har en medicinsk effekt. Inga adaptogener är godkända av FDA för att bota, behandla eller förebygga sjukdom.

## Bakgrund
Termen adaptogen myntades 1947 av farmakologen A.V. Lazarev för att beskriva överraskande effekter av dibazol (2-bensylbenzimidazol), en kärlvidgande substans utvecklad i Frankrike. Dibazol befanns öka organismens motståndskraft mot ”stress”
Med ”stress” menas här den klassiska definitionen enligt endokrinologen Hans Selye, det vill säga påfrestningar som hotar en organisms homeostas (jämvikt). 
Begreppet ”adaptogen” vidareutvecklades till ett eget biomedicinskt forskningsfält under åren 1960–1980 i Sovjetunionen i samband med två större projekt som handlade om:
- stressforskning och
- screening (systematisk undersökning) av naturligt förekommande biologiskt aktiva substanser.

Stressforskningen hade som mål att utveckla metoder och farmaka för att främja de naturliga anpassningsmekanismer en organism har för att klara perioder av hög eller långvarig stress, eller bådadera, med bibehållen fysisk och psykisk kapacitet.

## Definition
Den ursprungliga definitionen av adaptogen var:
1. Effekten skall vara specifik så till vida att adaptogenen ökar motståndskraften mot ett mycket brett spektrum av olika skadliga fysiska, kemiska eller biologiska faktorer, så kallade stressorer.
2. En adaptogen skall ha en normaliserande verkan, det vill säga motverka eller förhindra de av stressorerna framkallade störningarna.
3. En adaptogen skall vara oskadlig, ha ett brett register av terapeutiska effekter samt orsaka ingen eller minimal störning av organismens normala funktioner.

### Verkningsmekanismer
En serie farmakologiska studier har på senare tid belyst effekterna på cellulär och molekylär nivå. I en farmakologisk studie där adaptogener ökar livslängden på organismen under stress har adaptogenernas stresskyddande verkan visat sig vara kopplad till ämnen som aktiverar cellens egna skyddsmekanismer. Främst har detta visats för så kallade värmechocksproteiner (HSP70), neuropeptid Y och stressaktiverat proteinkines JNK samt DAF-16. Samt med vaktlar under rymdlika förhållanden med hög stress och tävlingshästar under och speciellt efter träning/tävling.

## Studier

### Kliniska studier
I ett antal  kliniska studier har man påvisat signifikanta effekter av adaptogener vid stresstillstånd. Det gäller särskilt den mentala och fysiska prestationsförmågan vid utmattning och psykisk påfrestning.

### Dagens adaptogensforskning
Adaptogenforskningen omfattar idag tre områden:
1. Molekylärbiologi för att utröna cellens skyddsmekanismer[1][26]
2. Biokemi för att beskriva ”mediatorer” i stressystemen[7][12]
3. In-vivo-modeller (djurmodeller) inom klassisk stressforskning[9]

De stressorer som använts för att påvisa adaptogena effekter in vivo har främsta varit dynamisk och statisk belastning; strålning; ljud och vibrationer; värme/kyla; bakteriell infektion och emotionell stress.
Studier på djurmodeller och isolerade celler har visat att adaptogener har följande egenskaper: motverkar fysisk trötthet; skyddar hjärn- och nervceller; verkar antidepressivt och ångestdämpande; förbättrar mentala funktioner som varseblivning, minne med mera; motverkar fria radikaler (antioxidant); stimulerar centrala nervsystemet samt har en allmänt stärkande effekt.

## Adaptogener versus stimulantia
Skillnaden mellan adaptogener och konventionella stimulantia, som koffein, nikotin, amfetamin med flera, är att de senare efter en längre tids användning kan göra att användaren utvecklar både tolerans och beroende. Som ett exempel kan nämnas att adaptogener inte ger upphov till de sömnproblem som centralstimulerande ämnen gör. Kontinuerligt bruk av adaptogener bland idrottare, som till exempel långdistanslöpare och längdskidåkare, har visat sig ge en snabbare återhämtning efter utförd prestation.  Den stresskyddande effekten är inte en följd av att stressresponsen hämmas utan den är resultatet av en basal verkan på cellnivå [WIEGANT]. Dessutom skall adaptogener ha en klar effekt både över längre tids användning och vid endosanvändning som visar sig som ökad mental och fysisk arbetskapacitet gentemot en bakgrund av trötthet och belastning.